# Fibla (Fibla) maclachlani
Fibla (Fibla) maclachlani is een kameelhalsvliegensoort uit de familie van de Inocelliidae. De soort komt voor op Corsica, Sardinië en Sicilië.
Fibla (Fibla) maclachlani werd voor het eerst wetenschappelijk beschreven door Albarda in 1891.